# Jugurtia codoni
Jugurtia codoni är en stekelart som beskrevs av Friedrich W. Gess 1997. Jugurtia codoni ingår i släktet Jugurtia och familjen Masaridae. Inga underarter finns listade i Catalogue of Life.